# ایوان آندریویچ آرگاماکوف

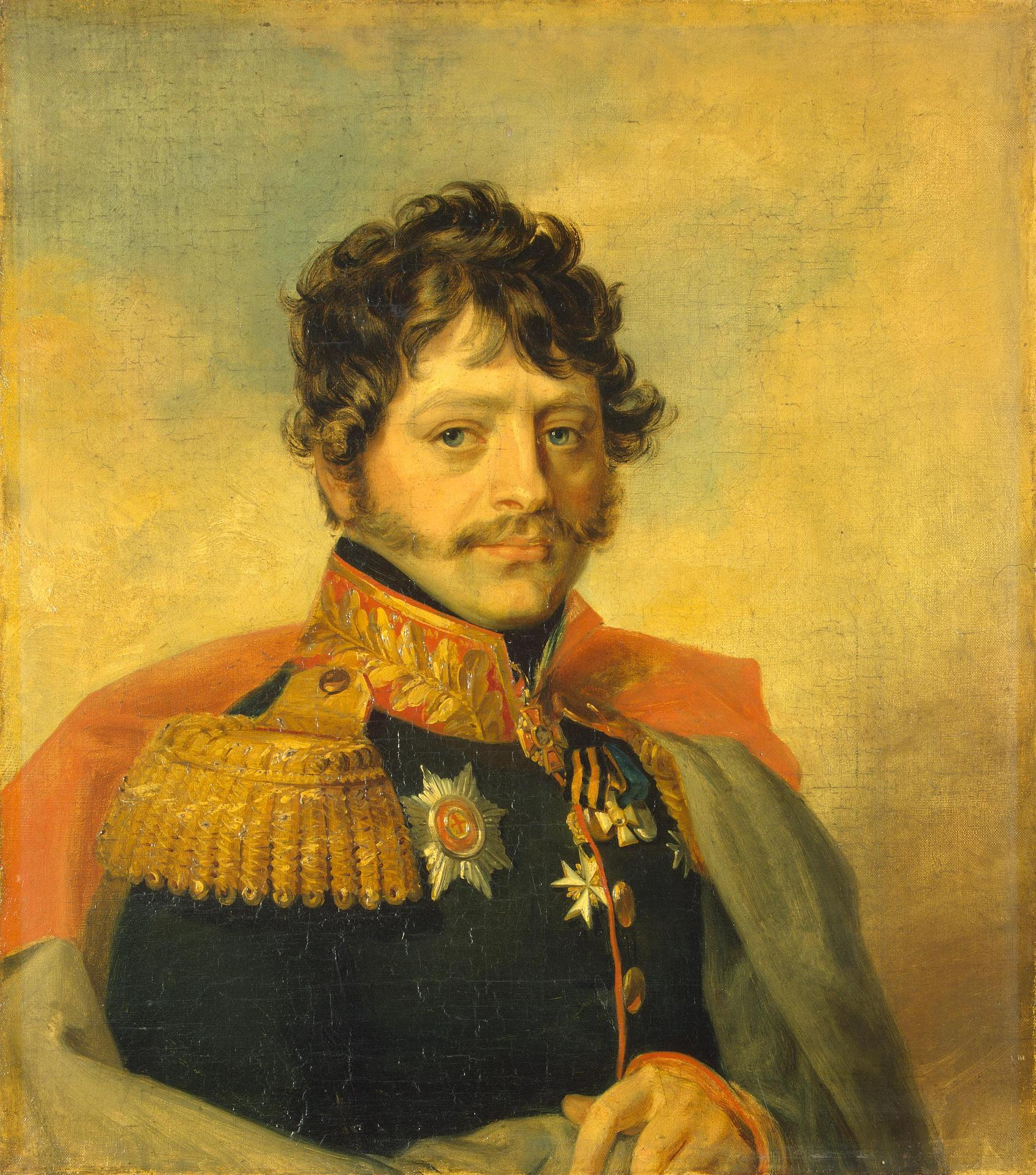
پرتره آرگاماکوف توسط جورج داو (گالری نظامی کاخ زمستانی)

ایوان آندریویچ آرگاماکوف (روسی: Иван Андреевич Аргамаков؛ ۱۵ دسامبر ۱۷۷۵، اوسوکینو، کوستروما - ۹ مارس ۱۸۲۰) فرمانده ارتش امپراتوری روسیه در طول جنگ های ناپلئونی بود . آخرین درجه او سرلشکر بود که در سال ۱۸۱۳ به آن ارتقا یافت.

## زندگی
او از یک خانواده اشرافی در استان کوستروما، در یک سپاه پیاده نظام فقط اشراف زاده تحصیل کرد. در ۲۵ ژوئن ۱۷۹۳، با درجه پوروتچیک (ستوان)، به هنگ ۱۰ اینگرمانلندسکی هوسار پیوست. در ۳۱ ژوئیه ۱۷۹۴ در زیر دیوارهای ویلنا ، در نبرد بین روسیه و کشورهای مشترک المنافع لهستان-لیتوانی غسل تعمید آتش دریافت کرد. او در همان سال به کاپیتانی ارتقا یافت. در ۲ دسامبر ۱۸۰۵، در هنگ ۱۶ تور دراگون، او در نبرد استرلیتز جنگید. در ۲۹ ژوئن ۱۸۰۶ اکنون فرمانده همان هنگ، در مولداوی و والاچیا جنگید. او همچنین در جنگ روسیه و عثمانی ، به ویژه در محاصره بریلوف، متمایز شد.
در ۱۲ دسامبر ۱۸۰۷ به درجه سرهنگ ارتقاء یافت و در ۴ آوریل ۱۸۱۰ به عنوان فرمانده کل اژدهای جیتومیر منصوب شد. او هنوز در آن هنگ در سال ۱۸۱۲ بود که در تیپ ۱۶ لشکر ۵ از سومین سپاه سواره نظام شناسایی ذخیره تحت فرماندهی ژنرال چارلز دو لمبرت ادغام شد. او در تصرف مینسک و باریساو متمایز شد. او پس از متمایز شدن در نبرد برزینا ، بین ۲۹ نوامبر و ۱۴ دسامبر ۱۸۱۲ نیروهای ناپلئون را از رودخانه برزینا تا نمان تعقیب کرد. در نزدیکی ویلنا، او یک گروه ناپلئونی را تحت رهبری یک ژنرال لهستانی شکست داد. او همچنین در شکست فرانسوی ها در نزدیکی روستای پوناری در نوامبر ۱۸۱۲ شرکت کرد و به لشکرکشی روسیه پایان داد.  برای شجاعت او در ۴ اوت ۱۸۱۳ نشان درجه ۴ سنت جورج اعطا شد. همچنین در سال ۱۸۱۳ نشان درجه ۳ سنت ولادیمیر و نشان درجه ۱ سنت آنا اعطا شد.
از ۲۲ ژانویه تا ۲۹ دسامبر ۱۸۱۳ در طی محاصره دانزیگ، در نبردهای کونیگسوارتا (۱۹ مه ۱۸۱۳)، باوتزن (۲۱ مه ۱۸۱۳) و لایپزیگ (۱۶ - ۱۹ اکتبر ۱۸۱۳) شرکت کرد. او شجاعت زیادی از خود نشان داد و با نشان درجه ۱ سنت آنا پاداش گرفت. در ۱۵ سپتامبر ۱۸۱۳ به درجه سرلشکری ارتقا یافت. او همچنین در محاصره هامبورگ در سال ۱۸۱۴ که توسط ژنرال فرانسوی لوئی نیکولاس داووت تحت کنترل بود، شرکت کرد.  در سال ۱۸۱۵ او فرماندهی بریگادهای مختلفی را در لشکر سوم هنگ اوهلان که پادگان اوکراین را بر عهده داشت، برعهده داشت. در ۱۴ فوریه ۱۸۲۰ او به فرماندهی تیپ ۱ از لشکر ۳ یک هنگ اژدها قرار گرفت. در طول دوران حرفه ای خود، او همچنین نشان سنت جان اورشلیم و مدال نقره به یادبود "جنگ میهنی" ۱۸۱۲ را دریافت کرد.